# Нельсон, Гуннар
Гуннар Лудвик Нельсон (исл. Gunnar Lúðvík Nelson; род. 28 июля 1988, Акюрейри) — исландский боец смешанного стиля, представитель полусредней весовой категории. Выступает на профессиональном уровне начиная с 2007 года, известен по участию в турнирах бойцовских организаций UFC, BAMMA, Cage Rage и др.

## Биография
Гуннар Нельсон родился 28 июля 1988 года в городе Акюрейри, Исландия, бо́льшую часть жизни провёл в Рейкьявике. В детстве играл в футбол и хоккей, в возрасте тринадцати лет начал практиковать годзю-рю-карате, в 2003—2005 годах три раза подряд выигрывал молодёжный чемпионат Исландии по кумите.
Считался одним из самых талантливых каратистов страны, но в 2006 году решил переключиться на борцовские дисциплины бразильское джиу-джитсу и грэпплинг. Проходил подготовку в зале Straight Blast Gym преимущественно под руководством ирландца Джона Каваны, который позже прославился как личный тренер Конора Макгрегора. В 2009 году стал серебряным призёром чемпионата мира по джиу-джитсу среди коричневых поясов, выиграл панамериканский чемпионат по борьбе без ги среди чёрных поясов в средней весовой категории и получил серебро в абсолюте. Занял четвёртое место в абсолютной весовой категории на чемпионате ADCC. Чёрный пояс по БЖЖ получил из рук известного мастера Рензу Грейси во время тренировок в его академии в Нью-Йорке.

### Начало профессиональной карьеры
Дебютировал в смешанных единоборствах на профессиональном уровне в мае 2007 года, при этом первый его поединок закончился ничьей. Дрался в различных небольших промоушенах на территории Северной Европы: в Дании, Ирландии, Англии. Отметился выступлениями в британских организациях Cage Rage и BAMMA — из всех поединков неизменно выходил победителем. Одна из наиболее значимых побед в этот период — победа над украинцем Александром Бутенко.

### Ultimate Fighting Championship
Имея в послужном списке девять побед и ни одного поражения, Нельсон привлёк к себе внимание крупнейшей бойцовской организации мира Ultimate Fighting Championship и в июле 2012 года подписал с ней долгосрочный контракт. Впервые вышел в октагон UFC уже в сентябре, в первом же раунде с помощью удушающего приёма сзади заставил сдаться Дамаркеса Джонсона, став таким образом первым исландским бойцом, выступившим в организации.
В дальнейшем взял верх над такими известными бойцами как Жоржи Сантиагу, Омари Ахмедов и Зак Каммингс, дважды получив премию за лучшее выступление вечера. Первое в профессиональной карьере поражение потерпел в октябре 2014 года, уступив раздельным решением судей Рику Стори.
В 2015 году принудил к сдаче Брэндона Тэтча, но единогласным решением проиграл Демиану Майе.
В мае 2016 года досрочно одолел россиянина Альберта Туменова, вновь заработав премию за лучшее выступление вечера. В следующем поединке снова был награждён бонусом за лучшее выступление вечера, выиграв с помощью «гильотины» у Алана Джубана.
На турнире в Шотландии в июле 2017 года в первом же раунде был нокаутирован аргентинцем Сантьяго Понциниббио. Нельсон был не согласен с результатом боя, указывая на тычок в глаз со стороны Понциниббио, из-за которого он стал хуже видеть и пропустил решающий удар. Боец подал апелляцию, но руководство UFC её отклонило.
Ожидалось, что в мае 2018 года Гуннар Нельсон встретится в Нилом Магни, но из-за травмы колена исландец вынужден был сняться с этого турнира.

## Статистика в профессиональном ММА
| Боёв 26  | Побед 19 | Поражений 6 |
| -------- | -------- | ----------- |
| Нокаутом | 4        | 1           |
| Сдачей   | 13       | 0           |
| Решением | 2        | 5           |
| Ничьи    | 1        | 1           |

| Результат | Рекорд | Соперник             | Способ                 | Турнир                                    | Дата             | Раунд | Время | Место                         | Примечание                                               |
| --------- | ------ | -------------------- | ---------------------- | ----------------------------------------- | ---------------- | ----- | ----- | ----------------------------- | -------------------------------------------------------- |
| Поражение | 19-6-1 | Кевин Холланд        | Единогласное решение   | UFC Fight Night: Эдвардс vs. Брэди        | 22 марта 2025    | 3     | 5:00  | Лондон, Англия,Великобритания |                                                          |
| Победа    | 19-5-1 | Брайан Барберена     | Сдача (рычаг локтя)    | UFC 286                                   | 18 марта 2023    | 1     | 4:51  | Лондон, Англия,Великобритания | Выступление вечера.                                      |
| Победа    | 18-5-1 | Такаси Сато          | Единогласное решение   | UFC Fight Night: Волков vs. Аспиналл      | 19 марта 2022    | 3     | 5:00  | Лондон, Англия                |                                                          |
| Поражение | 17-5-1 | Гилберт Бёрнс        | Единогласное решение   | UFC Fight Night: Hermansson vs. Cannonier | 28 сентября 2019 | 3     | 5:00  | Копенгаген, Дания             |                                                          |
| Поражение | 17-4-1 | Леон Эдвардс         | Раздельное решение     | UFC Fight Night: Till vs. Masvidal        | 16 марта 2019    | 3     | 5:00  | Лондон, Англия                |                                                          |
| Победа    | 17-3-1 | Алекс Оливейра       | Сдача (удушение сзади) | UFC 231                                   | 8 декабря 2018   | 2     | 4:17  | Торонто, Канада               |                                                          |
| Поражение | 16-3-1 | Сантьяго Понциниббио | KO (удары руками)      | UFC Fight Night: Nelson vs. Ponzinibbio   | 16 июля 2017     | 1     | 1:22  | Глазго, Шотландия             |                                                          |
| Победа    | 16-2-1 | Алан Джубан          | Сдача (гильотина)      | UFC Fight Night: Manuwa vs. Anderson      | 18 марта 2017    | 2     | 0:46  | Лондон, Англия                | Выступление вечера.                                      |
| Победа    | 15-2-1 | Альберт Туменов      | Сдача (залом шеи)      | UFC Fight Night: Overeem vs. Arlovski     | 8 мая 2016       | 2     | 3:15  | Роттердам, Нидерланды         | Выступление вечера.                                      |
| Поражение | 14-2-1 | Демиан Майя          | Единогласное решение   | UFC 194                                   | 12 декабря 2015  | 3     | 5:00  | Лас-Вегас, США                |                                                          |
| Победа    | 14-1-1 | Брэндон Тэтч         | Сдача (удушение сзади) | UFC 189                                   | 11 июля 2015     | 1     | 2:54  | Лас-Вегас, США                |                                                          |
| Поражение | 13-1-1 | Рик Стори            | Раздельное решение     | UFC Fight Night: Nelson vs. Story         | 4 октября 2014   | 5     | 5:00  | Стокгольм, Швеция             |                                                          |
| Победа    | 13-0-1 | Зак Каммингс         | Сдача (удушение сзади) | UFC Fight Night: McGregor vs. Brandao     | 19 июля 2014     | 2     | 4:48  | Дублин, Ирландия              | Выступление вечера.                                      |
| Победа    | 12-0-1 | Омари Ахмедов        | Сдача (гильотина)      | UFC Fight Night: Gustafsson vs. Manuwa    | 8 марта 2014     | 1     | 4:36  | Лондон, Англия                | Выступление вечера.                                      |
| Победа    | 11-0-1 | Жоржи Сантиагу       | Единогласное решение   | UFC on Fuel TV: Barao vs. McDonald        | 16 февраля 2013  | 3     | 5:00  | Лондон, Англия                |                                                          |
| Победа    | 10-0-1 | Дамаркес Джонсон     | Сдача (удушение сзади) | UFC on Fuel TV: Struve vs. Miocic         | 29 сентября 2012 | 1     | 3:34  | Ноттингем, Англия             | Бой в промежуточном весе 79,4 кг; Джонсон не сделал вес. |
| Победа    | 9-0-1  | Александр Бутенко    | Сдача (рычаг локтя)    | Cage Contender XII                        | 25 февраля 2012  | 1     | 4:21  | Дублин, Ирландия              |                                                          |
| Победа    | 8-0-1  | Юджин Фадиора        | Сдача (залом шеи)      | BAMMA 4                                   | 25 сентября 2010 | 1     | 3:51  | Бирмингем, Англия             |                                                          |
| Победа    | 7-0-1  | Дэнни Митчелл        | Сдача (удушение сзади) | Cage Contender VI                         | 28 августа 2010  | 1     | 2:51  | Манчестер, Англия             |                                                          |
| Победа    | 6-0-1  | Сэм Элсдон           | Сдача (удушение сзади) | BAMMA 2                                   | 13 февраля 2010  | 1     | 2:30  | Лондон, Англия                |                                                          |
| Победа    | 5-0-1  | Иран Маскаренас      | KO (удары руками)      | Adrenaline 3: Evolution                   | 6 сентября 2008  | 2     | 3:22  | Копенгаген, Дания             |                                                          |
| Победа    | 4-0-1  | Барри Майрс          | TKO (удары руками)     | Angrrr Management 14: Ready for War       | 9 декабря 2007   | 1     | 3:38  | Лондон, Англия                |                                                          |
| Победа    | 3-0-1  | Ниэк Тромп           | TKO (удары руками)     | Cage of Truth 1: Battle on the Bay        | 24 ноября 2007   | 1     | 1:50  | Дублин, Ирландия              |                                                          |
| Победа    | 2-0-1  | Адам Славинский      | TKO (удары руками)     | Ultimate Fighting Revolution 10           | 6 октября 2007   | 1     | 2:30  | Голуэй, Ирландия              |                                                          |
| Победа    | 1-0-1  | Дрисс эль Бакара     | Сдача (рычаг локтя)    | Cage Rage Contenders: Dynamite            | 29 сентября 2007 | 1     | 3:46  | Дублин, Ирландия              |                                                          |
| Ничья     | 0-0-1  | Джон Олесен          | Раздельное решение     | Adrenaline Sports tournament              | 5 мая 2007       | 3     | 5:00  | Копенгаген, Дания             |                                                          |